# Simon Marklund
Simon Marklund, född 14 september 1999 i Piteå, är en svensk fotbollsspelare som spelar för  Östersunds FK.

## Karriär
Marklund kommer ifrån Blåsmark utanför Piteå. Efter spel i Södra United och Infjärdens SK kom han som 13-åring till Storfors AIK:s U17-lag. Som 15-åring flyttade han till Åtvidaberg och lämnade då Storfors AIK för Åtvidabergs FF. Innan flytten hann han göra sina första matcher i division 3. Efter flytten till Åtvidaberg fick Marklund göra sin allsvenska debut i den sista omgången. Med kvarten kvar av mötet med Gefle IF den 31 oktober 2015 fick Marklund göra ett inhopp.
I mars 2019 värvades Marklund av norska Kongsvinger IL, där han skrev på ett treårskontrakt. I april 2021 värvades Marklund av Ranheim.
I augusti 2023 återvände Marklund till Sverige och skrev på ett 2,5-årskontrakt med Östersunds FK.